# Aarhus Festuge
Aarhus Festuge er en årlig festival, der finder sted i Aarhus i slutningen af august og starten af september og er en af de største kultur- og musikfestivaler i Danmark. Festugen har eksisteret siden 1965 og er blevet en vigtig del af Aarhus' kulturelle liv. Festugen varer normalt 10 dage og er fyldt med forskellige arrangementer, herunder musik, dans, teater, kunst, film og mad.
Arrangementerne planlægges både af Festugesekretariatet samt af andre aktører i byen. Festugen har hvert år et tema, der fungerer som inspirationskilde for årets arrangementer.

## Baggrund

### Historie
Festugen blev første gang afholdt 4.–12. september 1965, efter at Inge Ehlers, medlem af Aarhus Byråd for De Konservative, 5. marts 1964 på et byrådsmøde havde fremlagt et forslag om en årlig kulturuge og fået opbakning fra borgmester Bernhardt Jensen.
I 1970 havde Aarhus Festuge besøg af The Rolling Stones, da de optrådte i Vejlby-Risskov Hallen.
I 2020 blev Aarhus Festuge aflyst for første gang nogensinde. Festugen skulle være løbet af stablen fra 28. august til 6. september 2020, men blev aflyst pga. udbruddet af coronavirus.

### Plakater
Aarhus Festuges første plakat, fra 1965, er tegnet af Carl Johan Westberg, og de første 19 festuger havde alle Pan-figuren på plakaten. Kun baggrundsfarven skiftede fra år til år. Aarhus-kunstneren har alle byens kendte attraktioner med Aarhus Stadion, Aarhus Domkirke, Den Gamle By, Aarhus Universitet, Aarhus Rådhus og Aarhus Teater. I 1984 forlod den fløjtespillende Pan-figur for første gang årets plakat, og blev i stedet en del af logoet. Pan-figuren genopstod i plakaten fra 2021, der blev fortolket af kunstneren Halfdan Pisket.
Fra år 1989 valgte Aarhus Festuge, at det fremover skulle være kunstnere, der skulle lave en fortolkning af årets tema. Dette betød, at plakaterne herfra blev mere abstrakte i sit udtryk. De forholder sig derefter mere eller mindre til det årlige tema.
I 2014 ved Aarhus Festuges 50 års jubilæum blev markeret med ikke mindre end syv officielle Festugeplakater..

### Ledelse
Protektoren for Aarhus Festuge er Dronning Margrethe II, og den til enhver tid siddende borgmester i Aarhus er formand for Aarhus Festuges bestyrelse.
Aarhus Festuges direktør er Rikke Øxner, som fra 2002 til 2014 var kunstnerisk direktør ved Roskilde Festival. Hun tiltrådte som direktør i 2015 og afløste musiker og filminstruktør Jens Folmer Jepsen (2006-15). Hans forgænger var Martin Lumbye, der sad på posten fra 2003 til 2006. Tidligere ledere af Festugen tæller bl.a. Trevor Davies, Lars Seeberg og Dieter Jaenicke.

## Tema
| Årstal    | Tema                                                | Forklaring - |
| --------- | --------------------------------------------------- | --- |
| 2023-2025 | Mind the Gap                                        | Tanken er, at man skal tænke over den måde, vi møder det nye og uventede på. Hvordan respekterer vi forskellene imellem os? De små forskelle, der altid er, og samtidig sikre, at de ikke udvikler sig til store forskelle. Tanken udspringer af "Mind the gap" i undergrundsbanen i London, hvor man beder folk være opmærksomme. |
| 2020-2022 | In It Together                                      | Temaet skulle sætte fokus på de fællesskaber, vi alle indgår i, og hvordan fællesskabet forpligter. 'In It Together' fik under Covid-19-udbruddet en helt anden relevans og betydning som en sproglig kusine til hverdagens ”sammen hver for sig”-parole. De oprindelige fællesskabende ideer bag temaet fik lov til at tage form det sidste år bl.a. gennem projektet komSAMMEN, hvor foreninger og fællesskaber i byen fik hjælp til at afholde arrangementer den sidste lørdag i Festugen. |
| 2017-2019 | Bridging                                            | I 2017 blev det besluttet, at fremtidens Festugetemaer vælges for tre år ad gangen, og det første treårige Festugetema blev ’Bridging’. Det var samtidig året, hvor Aarhus var Europæisk Kulturhovedstad, og derfor pointerede Festugen vigtigheden af at bygge broer sammen med byens øvrige kulturliv. |
| 2016      | Upside Down                                         | Med temaet ’Upside Down’ blev der i 2016 vendt op og ned på byen med nytænkning inden for en række kulturelle begivenheder, der skabte opmærksomhed og debat. |
| 2015      | Lys mere lys                                        | Aarhus Festuge 2015 fandt sted under temaet ’Lys mere lys”. Det hele blev skudt i gang med Uofficiel Åbning i Byparken, hvor Tina Dickow med danske og islandske venner gav en stor koncert kaldet ’Ned fra Nord’. |
| 2014      | Same but different                                  | Temaet i 2014 - den 50. Festuge - var "Same but different". Hendes Majestæt Dronningen åbnede som vanligt Festugen officielt, men som en nyskabelse skete det i forbindelse med en større koncert i Mindeparken. |
| 2013      | Tegn på liv – i en ny virkelighed                   | Der var ’Tegn på liv – i en ny virkelighed’ i Festugen 2013. På opfordring fra Aarhus Festuge spillede musikeren John Cale for første gang hele albummet ’Music for a New Society’ til Uofficiel Åbning i Rådhushallen. |
| 2012      | Big                                                 | Temaet for Aarhus Festuge 2012 var "Big" – og som en slags uddybelse blev temaet uddybet med undertitlen "size matters". Aarhus Festuge 2012 fandt sted fra den 31. august til den 9. september. |
| 2011      | Skønne Fejl... Og Andre Lykketræf                   | I 2011 hyldede Festugens tema de "Skønne Fejl... Og Andre Lykketræf" – på engelsk "Beautiful Mistakes". |
| 2010      | Naboer                                              | I 2010 var Festugen centreret omkring temaet "Naboer", hvor bl.a. den Store Skov på Store Torv var ét af temaets højdepunkter. |
| 2009      | Fremtiden er nær!                                   | I 2009 indbød Aarhus Festuge under temaet ’Fremtiden er nær’ til et positivt kig på noget af det, fremtiden bringer. Til Uofficiel Åbning optrådte et af årets hovednavne, nemlig CV Jørgensen, der gjorde comeback efter syv års pause. |
| 2008      | Åben by                                             | Aarhus Festuge 2008 indbød til ’Åben by’ med flamencoens superstjerne Sara Baras i front for den kunstneriske del af gallaåbningen. |
| 2007      | I bevægelse                                         | I 2007 satte Festugen fokus på dans og bevægelse under titlen "I bevægelse". |
| 2006      | WOMANIA                                             | I 2006 var temaet "WOMANIA", et tema, der handlede om kunst- og kulturoplevelse af kvinder, for kvinder eller med kvinder. |
| 2005      | Mit livs eventyr                                    | I 2005 var temaet "Mit livs eventyr", et temavalg, der relaterede sig til fejringen af 200 års jubilæet for H.C. Andersens fødsel. |
| 2004      | Fra Aros med Eros                                   | ’Fra Aros med Eros’ er temaet for Århus Festuge i 2004. Og det er kærligheden i al dens uforståelige mangfoldighed, der er på programmet i form af bl.a. ’Kærlighedstale – forfattere i Århus Domkirke’ med Einar Már Gudmundsson, Svend Åge Madsen, Lars Bukdahl, Ida Jessen m.fl. |
| 2003      | Images of Asia – Asiatiske forbindelser             | I Festugen 2003 bliver blikket vendt mod det fjerne østen. Temaet er ’Images of Asia – Asiatiske forbindelser’, og gallaåbningen står Yamato-kompagniet for med forestillingen ’Voices of the Heart’. |
| 2002      | Lusofonia: Kultur fra den portugisisktalende verden | I 2002 byder Århus Festuge på ’Lusofonia: Kultur fra den portugisisktalende verden’. På programmet er bl.a. ’Kultur fra favelaen’ med en fotoudstilling af Pedro Lobo og Severino Silva og en danseforestilling med Cia.Etnica de Dance fra Rio-favelaen. |
| 2001      | Global-Lokal                                        | Med temaet ’Global-Lokal’ er der åbne rammer for Festugen 2001. |
| 2000      | -                                                   | I 2000 vurderede man, at et tema ikke gav mening, fordi programmet var så mangfoldigt som det var. |
| 1999      | 10 år efter Murens fald                             | I 1999 var temaet Ti år efter murens fald. Den kroatiske kunstner Boris Bucan stod bag den ikoniske plakat.’10 år efter Murens fald’ byder Festugeprogrammet på teatret Volksbühne, der gæster Århus med forestillingen ’Terrordrom’. |
| 1998      | Danske visioner                                     | I år har Århus Festuge ’Danske visioner’. Peter Schaufuss Balletten opfører ’Romeo og Julie’, og Hotel Pro Forma står bag forestillingen ’Kinesisk kompas’, der handler om de parvise modsætninger fra Kinas historie: Yin og Yang, lethed og tyngde, rigdom og fattigdom osv. |
| 1997      | Latinamerika                                        | I år henter Festugen ’Latinamerika’ til Århus, og under det tema udfører Los Voladores de Papantla sol- og frugtbarhedsritualer på Store Torv. |
| 1996      | Prolog til fremtiden                                | Festugen vil tage forskud på fremtiden, og Århus Festuge 1996 bliver en ’Prolog til fremtiden’. Det åbne koncerttelt, Univers, har sin debut på Bispetorv i midtbyen, og Festugen bliver en sjælden lejlighed til at opleve et af verdens førende symfoniorkestre, City of Birmingham Symphony Orchestra dirigeret af Simon Rattle. |
| 1995      | I Østen                                             | I år er Århus Festuge ’I Østen’, og Aarhus Kunstmuseum viser kinesiske kulturskatte gennem 4.000 år på udstillingen ’Dragernes Rige’. Med East Gate rykker Chinatown ind på Bispetorv, hvor Østens traditioner og nye tekniske formåen kan opleves på tætteste hold. |
| 1994      | Twist and Shout                                     | Århus Festuge finder i år sted for 30. gang og lader 60’erne spejle sig i 90’erne for at indkredse, hvad der stadig holder fra dengang. |
| 1993      | Grænseløs                                           | Århus Festuge 1993 vil vise, at kunsten er ’Grænseløs’. |
| 1992      | Det ny Europa                                       | Tredje og sidste del-tema i Århus Festuges trilogi om Europa er ’Det ny Europa’. |
| 1991      | Nordisk Hvælv                                       | Festugen 1991 er mødested for nordisk kultur under temaet ’Nordisk hvælv’. Årets åbningsevent er en storslået visuel og musikalsk iscenesættelse af havnen med titlen ’Du skal passe på din have’. |
| 1990      | Et vindue mod øst                                   | I 1990 startede en tematisk trilogi, der skulle kigge mod først Østeuropa, så Norden for til sidst at sætte fokus på kultur i Vesteuropa. Temaet i 1990 var derfor Et vindue mod øst. |
| 1989      | Århus Festuges 25-års jubilæum                      | I 1989 fejres Århus Festuges 25-års jubilæum, og i år prioriteres teatret højt med en række gæstespil i form af det svenske Dramaten, det franske Theatre de Radeau og det spanske Comediants. |
| 1988      | Verdenstrommer                                      | I 1988 er temaet ’Verdenstrommer’, og i anledning af Australiens 200-års jubilæum er landet valgt som undertema. |
| 1987      | Det dansk-franske kulturår                          | Festugen markerer startskuddet på ’Det dansk-franske kulturår’, og hermed får hovedstaden og udlandet for alvor øjnene op for Århus Festuge. ’Viva la Danse’ præsenterer nogle af programmets højdepunkter med fem af Frankrigs førende danseensembler. |
| 1986      | Afrikansk Kultur                                    | Festuge 1986 En slags “kulturelt supermarked” kaldte borgmester Thorkild Simonsen Festugen i 1986. Blandt de mere end 1.500 arrangementer var for første gang en afrikansk kulturfestival på programmet, hvor man f.eks. kunne opleve musik og dans med ensemblerne Koteba og Wulomei. |
| 1985      | Dans nu                                             | Festugen 1985 introducerer ny dans under temaet ’Dans nu’. |
| 1984      | Århus Festuges 20-års jubilæum                      | I år går Århus Festuge ind i sit 20. år Det er bl.a. Sneakers og Lis Sørensen med til at markere på en Udendørs Rockfestival i Strandskoven ved Moesgård. |
| 1983      | Alsidighed                                          | I 1983 er der ’Alsidighed’ og mere end 2.000 arrangementer på programmet. |
| 1982      | Musikhuset                                          | ’Musikhuset’ hedder temaet for Festugen i 1982 – og det med god grund. På festens første dag indvies Musikhuset Aarhus af H.M. Dronning Margrethe II, og Århus Festuge byder på et program med bl.a. Peter Schaufuss og The National Ballet Canada. |
| 1981      | Rytmisk musik                                       | Årets tema er ’Rytmisk musik’, og det bringer bl.a. Povl Dissing og Benny Andersen til Vennelystparken. |
| 1980      | Idræt i centrum                                     | 1980 er olympiadeår med Moskva som værtsby, og Aarhus Festuge vælger som følge deraf at sætte ’Idræt i centrum’. |
| 1979      | Dans i centrum                                      | I 1979 introduceres for første gang et Festugetema. I år er det ’Dans i centrum’ i anledning af 100-året for Bournonvilles død, og der bliver danset flittigt i Århus de første ni dage af september. |